# Gytiowisko
Gytiowisko – rodzaj mokradła niebędącego torfowiskiem, siedlisko budowane przez gytię. Ponieważ lądowo-wodne gytiowiska powstają na skutek lądowacenia jezior, znajdują się na dnie wypłyconych jezior, w ich strefie przybrzeżnej lub miejscu po jeziorze, z którego spuszczono wodę. Gytiowiska zwykle przekształcają się w torfowiska. W przypadku naturalnego lądowacenia zarastają one od brzegów roślinnością torfotwórczą, tworzącą trzęsawisko. Gytiowiska antropogeniczne często przekształcane są w łąki lub pastwiska i też ulegają zatorfieniu.